# 何塞·路易斯·科奎拉
何塞·路易斯·科奎拉（西班牙語：José Luis Corcuera，1945年7月2日—）是西班牙政治家，1988年至1993年担任内政大臣。

## 生平
科奎拉出生于布尔戈斯省，是巴斯克人后裔，在毕尔巴鄂长大。14岁辍学，领导工会运动。他还是西班牙眾議院的工人社会党议员，1982年至1986年代表比斯开选区，1993年至1994年代表布尔戈斯选区。1988年7月12日在新一届内阁中被首相费利佩·冈萨雷斯任命为内政大臣。1993年7月在内阁重组后继续担任该职位。由于制定的法律草案没有获得议会通过，他在同年11月23日提出辞职。他也离开了众议院。安东尼·亚森松接替了他的职位。2001年9月，科奎拉被指控滥用公款。2002年1月被宣判无罪。
由于不满桑切斯的政策，他于2017年桑切斯当选总书记的21天后退出工人社会党。